# Aphodius falcispinis
Aphodius falcispinis là một loài bọ cánh cứng trong họ Scarabaeidae. Loài này được W.Koshantschikov miêu tả khoa học năm 1912.